# C9H17NO4
化学式C9H17NO4（摩尔质量：203.236 g/mol）可以指以下化合物：
- 乙酰肉鹼，CAS号：3040-38-8
- 琥珀酰单胆碱，CAS号：5518-77-4

|  | 这个同类索引页列出了具有相同分子式的化学物（即同分異構體）条目。 除非您是有意链接至本页，否则应将相应条目的内部链接指向正确的条目。 |